# Пол Лотербур
Пол Крістіан Лотербур (англ. Paul Christian Lauterbur, 6 травня 1929, Сідней, Огайо — 27 березня 2007, Урбана, Іллінойс) — американський хімік, лауреат Нобелівської премії в області медицини 2003 року «За винахід методу магнітно-резонансної томографії».

## Біографія
Пол Лотербур народився в невеликому містечку Сідней в Огайо 6 травня 1929 року, закінчив Пітсбурзький університет у 1962 році. Початкова ідея, що врешті-решт призвела до створення магнітно-резонансної томографії, народилася під час бурхливої дискусії на вечері у передмісті Пітсбургу. Наступні роботи зі створення методу Лотербур проводив в Нью-Йоркському університеті в Стоуні-Брук у 1970-х роках. Після цього Лотербур все життя пропрацював в Іллінойському університеті в Урбана — Шампейн.

## Науковий внесок
Відомий раніше метод ядерного магнітного резонансу (ЯМР), за розвиток якого Фелікс Блох та Едвард Перселл отримали Нобелівську премію з фізики в 1952 році, використовувався до робіт Лотербура в основному для дослідження молекулярної структури. Роботи Лотербура і Пітера Менсфілда дозволили використовувати метод для отримання зображень цілого організму.
Лотербур винайшов як використовувати градієнт магнітного поля, що дозволяє визначати походження радіохвиль, які випромінюються ядрами атомів об'єкта, що досліджується. Ця інформація дозволяє відтворити двомірну картину організму. Перший магнітно-резонансний томограф, створений Лотербуром, досі знаходиться в Нью-Йоркському університеті в Стоуні-Брук.
У 2003 році Лотербур разом з Менсфілдом отримав Нобелівську премію в галузі медицини «за винахід методу магнітно- резонансної томографії».
У 2007 році Лотербур був включений в Зал слави національних винахідників.